# 南湖柳葉菜
南湖柳葉菜（學名：Epilobium nankotaizanense）是台灣特有種高山植物，也是台灣少數存留的冰河孑遺植物，為多年生小型草本植物，俗名為大輪紅花，美名遠播。
分布於台灣高海拔3,400公尺以上山區，:上冊212多集中在南湖大山、中央尖山一帶，少在馬博拉斯山等其它山區可見，在高海拔呈現孤島狹隘之點狀分布，族群數量稀少，農委會依《文化資產保存法》於1988年8月22日公告明訂為珍貴稀有植物之一。生長喜好有日照的裸生地，比如南湖圈谷碎石坡。花色：淡紅紫或淡粉紅。花期：7月至8月。花瓣 ：四枚。

## 外部連結
- 山本由松.  (image). 國立臺灣大學植物標本館 (TAI) NTM-DN-114-2.  [此種之描述素描出自《續臺灣植物圖譜》1925-1932]  [2022-05-14]. （原始内容存档于2022-05-14） –中央研究院數位文化中心 開放博物館.
- 佐佐木舜一. . 國立臺灣大學植物標本館 (TAI) NTM-DN-114-3. 1922-07-24  [2022-05-14]. （原始内容存档于2022-05-14） –中央研究院數位文化中心 開放博物館.